# Leiobunum aurugineum
Leiobunum aurugineum is een hooiwagen uit de familie Sclerosomatidae.